# Olympische Sommerspiele 1996/Teilnehmer (Spanien)
| Gelbes Symbol für Goldmedaillen mit stilisierten Olympischen Ringen | Graues Symbol für Silbermedaillen mit stilisierten Olympischen Ringen | Braundes Symbol für Bronzemedaillen mit stilisierten Olympischen Ringen |
| ------------------------------------------------------------------- | --------------------------------------------------------------------- | ----------------------------------------------------------------------- |
| 5                                                                   | 6                                                                     | 6                                                                       |

Spanien nahm an den Olympischen Sommerspielen 1996 in Atlanta, USA, mit einer Delegation von 289 Sportlern (194 Männer und 95 Frauen) teil.

## Medaillengewinner
Mit fünf gewonnenen Gold-, sechs Silber- und sechs Bronzemedaillen belegte das spanische Team Platz 13 im Medaillenspiegel.

### Gold
| Name/n | Sportart                   | Wettkampf        |
| --- | -------------------------- | ---------------- |
| Miguel Indurain | Radsport                   | Einzelzeitfahren |
| Marta Baldó, Nuria Cabanillas, Estela Giménez, Lorena Guréndez, Tania Lamarca & Estíbaliz Martínez | Rhythmische Sportgymnastik | Mannschaft       |
| Begoña Vía Dufresne & Theresa Zabell | Segeln                     | Frauen, 470er    |
| José Luis Ballester & Fernando León | Segeln                     | Tornado          |
| José María Abarca, Ángel Luis Andreo, Daniel Ballart, Pedro Francisco García, Salvador Gómez, Manuel Estiarte, Iván Moro, Miguel Ángel Oca, Jorge Payá, Sergi Pedrerol, Jesús Miguel Rollán, Carles Sans & Jordi Sans | Wasserball                 | Herrenwettkampf  |

### Silber
| Name/n | Sportart       | Wettkampf        |
| --- | -------------- | ---------------- |
| Juantxo Garcia-Maurino, Ramon Jufresa, Oscar Barrena, Joaquin Malgosa, Jordi Arnau, Xavier Escude, Jaime Amat, Juan Escarre, Victor Pujol, Ignacio Cobos, Javier Arnau, Antonio Gonzales, Ramon Sala, Juan Dinares, Pablo Amat & Pablo Usoz | Hockey         | Herrenturnier    |
| Ernesto Pérez | Judo           | Schwergewicht    |
| Fermín Cacho | Leichtathletik | 1500 Meter       |
| Abraham Olano | Radsport       | Einzelzeitfahren |
| Sergi Bruguera | Tennis         | Einzel           |
| Arantxa Sánchez Vicario | Tennis         | Frauen, Einzel   |

### Bronze
| Name/n | Sportart       | Wettkampf                  |
| --- | -------------- | -------------------------- |
| Rafael Lozano | Boxen          | Halbfliegengewicht         |
| Jaume Fort Mauri, Jordi Núñez, José Javier Hombrados, Talant Dujshebaev, Jesús Olalla, Demetrio Lozano, Raúl González, Iñaki Urdangarin, Mateo Garralda, Jesús Fernández, Rafael Guijosa, Salvador Esquer, Alberto Urdiales, Fernando Hernández, Juan Pérez, Aitor Etxaburu | Handball       | Herrenturnier              |
| Yolanda Soler | Judo           | Frauen, Superleichtgewicht |
| Isabel Fernández | Judo           | Frauen, Leichtgewicht      |
| Valentí Massana | Leichtathletik | 50 Kilometer Gehen         |
| Conchita Martínez & Arantxa Sánchez Vicario | Tennis         | Frauen, Doppel             |

## Teilnehmer nach Sportarten

### Bogenschießen
- Antonio Vázquez
Einzel: 60. Platz

### Boxen
- Rafael Lozano
Superleichtgewicht: Bronze

### Fechten
- Javier García
Florett, Einzel: 13. Platz

- José Francisco Guerra
Florett, Einzel: 21. Platz

- César González
Degen, Einzel: 29. Platz
Degen, Mannschaft: 7. Platz

- Oscar Fernández
Degen, Einzel: 33. Platz
Degen, Mannschaft: 7. Platz

- Fernando de la Peña
Degen, Einzel: 36. Platz

- Raúl Maroto
Degen, Mannschaft: 7. Platz

- Fernando Medina
Säbel, Einzel: 15. Platz
Säbel, Mannschaft: 6. Platz

- Raúl Peinador
Säbel, Einzel: 23. Platz
Säbel, Mannschaft: 6. Platz

- Antonio García
Säbel, Einzel: 26. Platz
Säbel, Mannschaft: 6. Platz

- Taymi Chappe
Frauen, Degen, Einzel: 17. Platz

- Rosa María Castillejo
Frauen, Degen, Einzel: 33. Platz

### Fußball
- Herrenteam
6. Platz

- Kader
Juan Luis Mora
Gaizka Mendieta
Agustín Aranzábal
Santi Denia
Óscar García
Javi Navarro
Raúl
Roberto Fresnedoso
Sergio Corino
José Ignacio
Iñigo Idiakez
Aitor Karanka
Fernando Morientes
Iván de la Peña
Jordi Lardín
Sietes
Dani

### Gewichtheben
- Lorenzo Carrió
I. Schwergewicht: 12. Platz

### Handball
- Herrenteam
Bronze

- Kader
Jaume Fort Mauri
Jordi Núñez
José Javier Hombrados
Talant Dujshebaev
Jesús Olalla
Demetrio Lozano
Raúl González
Iñaki Urdangarin
Mateo Garralda
Jesús Fernández
Rafael Guijosa
Salvador Esquer
Alberto Urdiales
Fernando Hernández
Juan Pérez
Aitor Etxaburu

### Hockey
- Herrenteam
Silber

- Kader
Ramón Jufresa
Óscar Barrena
Kim Malgosa
Jordi Arnau
Juantxo García-Mauriño
Jaime Amat Durán
Juan Escarré
Víctor Pujol
Ignacio Cobos
Xavier Escudé
Xavi Arnau
Ramón Sala
Juan Antonio Dinarés
Pol Amat
Pablo Usoz
Antonio González Izquierdo

- Damenteam
8. Platz

- Kader
Elena Carrión
Natalia Dorado
María Cruz González
Carmen Barea
Silvia Manrique
Nagore Gabellanes
Teresa Motos
Sonia Barrio
Mónica Rueda
Lucía López
María del Mar Feito
Maider Tellería
Elena Urkizu
Begoña Larzábal
Sonia de Ignacio-Simo
Mariví González

### Judo
- Roberto Naveira
Superleichtgewicht: 17. Platz

- José Tomás Toro
Halbleichtgewicht: 21. Platz

- León Villar
Mittelgewicht: 17. Platz

- Ernesto Pérez
Schwergewicht: Silber

- Yolanda Soler
Frauen, Superleichtgewicht: Bronze

- Almudena Muñoz
Frauen, Halbleichtgewicht: 5. Platz

- Isabel Fernández
Frauen, Leichtgewicht: Bronze

- Sara Álvarez
Frauen, Halbmittelgewicht: 7. Platz

- Cristina Curto
Frauen, Halbschwergewicht: 9. Platz

### Kanu
- Miguel García
Einer-Kajak, 500 Meter: 6. Platz
Vierer-Kajak, 1000 Meter: 5. Platz

- Agustín Calderón
Einer-Kajak, 1000 Meter: 5. Platz

- Jovino González
Zweier-Kajak, 500 Meter: Halbfinale
Vierer-Kajak, 1000 Meter: 5. Platz

- Gregorio Vicente
Zweier-Kajak, 500 Meter: Halbfinale
Vierer-Kajak, 1000 Meter: 5. Platz

- Juan José Román
Zweier-Kajak, 1000 Meter: Halbfinale

- Juan Manuel Sánchez
Zweier-Kajak, 1000 Meter: Halbfinale

- Emilio Merchán
Vierer-Kajak, 1000 Meter: 5. Platz

- Javier Etxaniz
Einer-Kajak, Slalom: 22. Platz

- Esteban Aracama
Einer-Kajak, Slalom: 34. Platz

- José Manuel Crespo
Einer-Canadier, 500 Meter: Halbfinale
Einer-Canadier, 1000 Meter: Halbfinale

- José Alfredo Bea
Zweier-Canadier, 500 Meter: 7. Platz
Zweier-Canadier, 1000 Meter: 8. Platz

- Oleg Shelestenko
Zweier-Canadier, 500 Meter: 7. Platz
Zweier-Canadier, 1000 Meter: 8. Platz

- Toni Herreros
Einer-Canadier, Slalom: 21. Platz

- Belén Sánchez
Frauen, Einer-Kajak, 500 Meter: Halbfinale
Frauen, Vierer-Kajak, 500 Meter: 6. Platz

- Izaskun Aramburu
Frauen, Zweier-Kajak, 500 Meter: 6. Platz
Frauen, Vierer-Kajak, 500 Meter: 6. Platz

- Beatriz Manchón
Frauen, Zweier-Kajak, 500 Meter: 6. Platz
Frauen, Vierer-Kajak, 500 Meter: 6. Platz

- Ana María Penas
Frauen, Vierer-Kajak, 500 Meter: 6. Platz

- María Eizmendi
Frauen, Einer-Kajak, Slalom: 20. Platz

- Cristina Martínez
Frauen, Einer-Kajak, Slalom: 24. Platz

### Leichtathletik
- Venancio José
100 Meter: Viertelfinale
4 × 100 Meter: Halbfinale

- Manuel Borrega
100 Meter: Vorläufe

- Frutos Feo
100 Meter: Vorläufe
4 × 100 Meter: Halbfinale

- Jordi Mayoral
200 Meter: Viertelfinale
4 × 100 Meter: Halbfinale

- Javier Navarro
200 Meter: Viertelfinale
4 × 100 Meter: Halbfinale

- Andrés Manuel Díaz
800 Meter: Vorläufe

- Fermín Cacho
1500 Meter: Silber

- Isaac Viciosa
1500 Meter: Halbfinale

- Reyes Estévez
1500 Meter: Halbfinale

- Enrique Molina
5000 Meter: 7. Platz

- Anacleto Jiménez
5000 Meter: Halbfinale

- Manuel Pancorbo
5000 Meter: Halbfinale

- Abel Antón
10.000 Meter: 13. Platz

- Carlos de la Torre
10.000 Meter: 14. Platz

- Alejandro Gómez
10.000 Meter: 15. Platz

- Martín Fiz
Marathon: 4. Platz

- Alberto Juzdado
Marathon: 18. Platz

- Diego García
Marathon: 53. Platz

- Miguel de los Santos
110 Meter Hürden: Vorläufe

- Jesús Font
110 Meter Hürden: Vorläufe

- Carlos Sala
110 Meter Hürden: Vorläufe

- Óscar Pitillas
400 Meter Hürden: Vorläufe

- Íñigo Monreal
400 Meter Hürden: Vorläufe

- Salvador Vila
400 Meter Hürden: Vorläufe

- Elisardo de la Torre
3000 Meter Hindernis: Vorläufe

- Daniel Plaza
20 Kilometer Gehen: 11. Platz

- Valentí Massana
20 Kilometer Gehen: 20. Platz
50 Kilometer Gehen: Bronze

- Fernando Vázquez Martínez
20 Kilometer Gehen: 39. Platz

- Jaime Barroso
50 Kilometer Gehen: 22. Platz

- Jesús Ángel García
50 Kilometer Gehen: Rennen nicht beendet

- Arturo Ortiz
Hochsprung: 18. Platz in der Qualifikation

- José Manuel Arcos
Stabhochsprung: 15. Platz in der Qualifikation

- Javier García
Stabhochsprung: 20. Platz in der Qualifikation

- Juan Gabriel Concepción
Stabhochsprung: In der Qualifikation ausgeschieden

- Jesús Oliván
Weitsprung: 32. Platz in der Qualifikation

- Manuel Martínez
Kugelstoßen: 15. Platz in der Qualifikation

- David Martínez Varela
Diskuswurf: In der Qualifikation ausgeschieden

- Antonio Peñalver
Zehnkampf: 9. Platz

- Francisco Benet
Zehnkampf: 19. Platz

- Sandy Myers
Frauen, 200 Meter: Viertelfinale
Frauen, 400 Meter: Halbfinale

- Ana Menéndez
Frauen, 800 Meter: Vorläufe

- Maite Zúñiga
Frauen, 1500 Meter: Halbfinale

- Marta Domínguez
Frauen, 1500 Meter: Vorläufe

- Cristina Petite
Frauen, 5000 Meter: Vorläufe

- Isabel Martínez
Frauen, 5000 Meter: Vorläufe

- Julia Vaquero
Frauen, 10.000 Meter: 9. Platz

- Rocío Ríos
Frauen, Marathon: 5. Platz

- Mónica Pont
Frauen, Marathon: 14. Platz

- Ana Isabel Alonso
Frauen, Marathon: 49. Platz

- María José Mardomingo
Frauen, 100 Meter Hürden: Halbfinale

- Miriam Alonso
Frauen, 400 Meter Hürden: Vorläufe

- Eva Paniagua
Frauen, 400 Meter Hürden: Vorläufe

- María Vasco
Frauen, 10 Kilometer Gehen: 28. Platz

- Encarnación Granados
Frauen, 10 Kilometer Gehen: Rennen nicht beendet

- María Concepción Paredes
Frauen, Dreisprung: In der Qualifikation ausgeschieden

- Inma Clopés
Frauen, Siebenkampf: 24. Platz

### Radsport
- Melchor Mauri
Straßenrennen, Einzel: 6. Platz

- Miguel Indurain
Straßenrennen, Einzel: 26. Platz
Einzelzeitfahren: Gold

- Abraham Olano
Straßenrennen, Einzel: 67. Platz
Einzelzeitfahren: Silber

- Manuel Fernández Ginés
Straßenrennen, Einzel: 77. Platz

- Marino Alonso
Straßenrennen, Einzel: 101. Platz

- José Moreno Periñan
Sprint: 6. Runde

- José Antonio Escuredo
Sprint: 4. Runde
1000 Meter Einzelzeitfahren: 13. Platz

- Juan Martínez Olivier
4000 Meter Einzelverfolgung: 5. Platz
4000 Meter Mannschaftsverfolgung: 5. Platz

- Joan Llaneras
4000 Meter Mannschaftsverfolgung: 5. Platz
Punktrennen: 6. Platz

- Bernardo González
4000 Meter Mannschaftsverfolgung: 5. Platz

- Adolfo Alperi
4000 Meter Mannschaftsverfolgung: 5. Platz

- Jokin Mújika
Mountainbike, Cross-Country: 22. Platz

- Roberto Lezaun
Mountainbike, Cross-Country: Rennen nicht beendet

- Joane Somarriba
Frauen, Straßenrennen, Einzel: 21. Platz
Frauen, Einzelzeitfahren: 13. Platz

- Fátima Blázquez
Frauen, Straßenrennen, Einzel: 40. Platz

- Izaskun Bengoa
Frauen, Straßenrennen, Einzel: Rennen nicht beendet
Frauen, Punkterennen: Rennen nicht beendet

- Laura Blanco
Frauen, Mountainbike, Cross-Country: 20. Platz

- Silvia Rovira
Frauen, Mountainbike, Cross-Country: 26. Platz

### Reiten
- Ignacio Rambla
Dressur, Einzel: 11. Platz
Dressur, Mannschaft: 7. Platz

- Beatriz Ferrer-Salat
Dressur, Einzel: 32. Platz
Dressur, Mannschaft: 7. Platz

- Rafael Soto Andrade
Dressur, Einzel: 38. Platz
Dressur, Mannschaft: 7. Platz

- Juan Matute
Dressur, Einzel: 46. Platz
Dressur, Mannschaft: 7. Platz

- Fernando Sarasola
Springreiten, Einzel: 11. Platz
Springreiten, Mannschaft: 5. Platz

- Rutherford Latham
Springreiten, Einzel: 24. Platz
Springreiten, Mannschaft: 5. Platz

- Alejandro Jordá
Springreiten, Einzel: 28. Platz in der Qualifikation
Springreiten, Mannschaft: 5. Platz

- Pedro Sánchez
Springreiten, Einzel: 40. Platz in der Qualifikation
Springreiten, Mannschaft: 5. Platz

- Ramón Beca
Vielseitigkeit, Einzel: 17. Platz

- Enrique Sarasola
Vielseitigkeit, Einzel: ausgeschieden
Vielseitigkeit, Mannschaft: 8. Platz

- Javier Revuelta
Vielseitigkeit, Einzel: ausgeschieden
Vielseitigkeit, Mannschaft: 8. Platz

- Santiago Centenera
Vielseitigkeit, Mannschaft: 8. Platz

- Luis Álvarez
Vielseitigkeit, Mannschaft: 8. Platz

### Rhythmische Sportgymnastik
- Almudena Cid
Einzel: 9. Platz

- Alba Caride
Einzel: Halbfinale

- Marta Baldó
Mannschaft: Gold

- Nuria Cabanillas
Mannschaft: Gold

- Estela Giménez
Mannschaft: Gold

- Lorena Guréndez
Mannschaft: Gold

- Tania Lamarca
Mannschaft: Gold

- Estíbaliz Martínez
Mannschaft: Gold

### Rudern
- Melquiades Verduras
Doppelzweier: Halbfinale

- José Antonio Merín
Doppelzweier: Halbfinale

- José María de Marco
Leichtgewichts-Doppelzweier: 4. Platz

- José Carlos Sáez
Leichtgewichts-Doppelzweier: 4. Platz

- Fernando Climent Huerta
Vierer ohne Steuermann: 14. Platz

- David Morales Paz
Vierer ohne Steuermann: 14. Platz

- Juan Manuel Florido
Vierer ohne Steuermann: 14. Platz

- Alfredo Girón
Vierer ohne Steuermann: 14. Platz

- Anna Accensi
Frauen, Leichtgewichts-Doppelzweier: 16. Platz

- Esperanza Márquez
Frauen, Leichtgewichts-Doppelzweier: 16. Platz

- Nuria Domínguez
Frauen, Leichtgewichts-Doppelzweier: 16. Platz

### Schießen
- Jorge González Rodríguez
Luftgewehr: 42. Platz
Kleinkaliber, Dreistellungskampf: 37. Platz
Kleinkaliber, liegend: 4. Platz

- José Luis Pérez Sanz
Trap: 13. Platz

- María del Pilar Fernández
Frauen, Luftpistole: 19. Platz
Frauen, Sportpistole: 9. Platz

- Cristina Antolín
Frauen, Luftgewehr: 36. Platz
Frauen, Kleinkaliber, Dreistellungskampf: 38. Platz

- María Quintanal
Frauen, Doppeltrap: 11. Platz

- Gemma Usieto
Frauen, Doppeltrap: 21. Platz

### Schwimmen
- Juan Benavides Hermosilla
50 Meter Freistil: 30. Platz
100 Meter Freistil: 33. Platz

- Frederik Hviid
1500 Meter Freistil: 21. Platz
400 Meter Lagen: 9. Platz

- Martín López-Zubero
100 Meter Rücken: 4. Platz
200 Meter Rücken: 6. Platz

- Marc Capdevila
100 Meter Brust: 15. Platz

- Joaquín Fernández
200 Meter Brust: 12. Platz

- José Luis Ballester
200 Meter Schmetterling: 29. Platz

- Claudia Franco
Frauen, 50 Meter Freistil: 11. Platz
Frauen, 100 Meter Freistil: 21. Platz
Frauen, 4 × 100 Meter Freistil: 14. Platz
Frauen, 4 × 100 Meter Lagen: 15. Platz

- Blanca Cerón
Frauen, 50 Meter Freistil: 22. Platz
Frauen, 4 × 100 Meter Freistil: 14. Platz

- Itziar Esparza
Frauen, 400 Meter Freistil: 19. Platz
Frauen, 800 Meter Freistil: 18. Platz

- Susanna Garabatos
Frauen, 4 × 100 Meter Freistil: 14. Platz

- Fátima Madrid
Frauen, 4 × 100 Meter Freistil: 14. Platz

- Eva Piñera
Frauen, 100 Meter Rücken: 20. Platz
Frauen, 4 × 100 Meter Lagen: 15. Platz

- Ivette María
Frauen, 200 Meter Rücken: 23. Platz

- María Olay
Frauen, 100 Meter Brust: 28. Platz
Frauen, 4 × 100 Meter Lagen: 15. Platz

- Lourdes Becerra
Frauen, 200 Meter Brust: 23. Platz
Frauen, 400 Meter Lagen: 7. Platz

- María Peláez
Frauen, 100 Meter Schmetterling: 19. Platz
Frauen, 200 Meter Schmetterling: 11. Platz
Frauen, 4 × 100 Meter Lagen: 15. Platz

- Bárbara Franco
Frauen, 200 Meter Schmetterling: 16. Platz

- Silvia Parera
Frauen, 200 Meter Lagen: 16. Platz

### Segeln
- Jorge Maciel
Windsurfen: 15. Platz

- José van der Ploeg
Finn-Dinghy: 7. Platz

- Jordi Calafat
470er: 9. Platz

- Francisco Sánchez
470er: 9. Platz

- Antón Garrote
Laser: 22. Platz

- José Luis Doreste
Star: 7. Platz

- Javier Hermida
Star: 7. Platz

- Fernando León
Tornado: Gold

- José Luis Ballester
Tornado: Gold

- Luis Doreste Blanco
Soling: 8. Platz

- Domingo Manrique
Soling: 8. Platz

- David Vera
Soling: 8. Platz

- Mireia Casas
Frauen, Windsurfen: 13. Platz

- Helen Montilla
Frauen, Europe: 17. Platz

- Theresa Zabell
Frauen, 470er: Gold

- Begoña Vía Dufresne
Frauen, 470er: Gold

### Tennis
- Sergi Bruguera
Einzel: Silber 
Doppel: 5. Platz

- Albert Costa
Einzel: 17. Platz

- Carlos Costa
Einzel: 33. Platz

- Tomás Carbonell
Doppel: 5. Platz

- Arantxa Sánchez Vicario
Frauen, Einzel: Silber 
Frauen, Doppel: Bronze

- Conchita Martínez
Frauen, Einzel: 5. Platz
Frauen, Doppel: Bronze

- Virginia Ruano Pascual
Frauen, Einzel: 17. Platz

### Turnen
- Jesús Carballo
Einzelmehrkampf: 13. Platz
Barren: 40. Platz in der Qualifikation
Boden: 86. Platz in der Qualifikation
Pferdsprung: 69. Platz in der Qualifikation
Reck: 7. Platz
Ringe: 52. Platz in der Qualifikation
Seitpferd: 64. Platz in der Qualifikation

- Mónica Martín
Frauen, Einzelmehrkampf: 17. Platz
Frauen, Mannschaftsmehrkampf: 7. Platz
Frauen, Boden: 30. Platz in der Qualifikation
Frauen, Pferdsprung: 39. Platz in der Qualifikation
Frauen, Schwebebalken: 38. Platz in der Qualifikation
Frauen, Stufenbarren: 34. Platz in der Qualifikation

- Joana Juárez
Frauen, Einzelmehrkampf: 24. Platz
Frauen, Mannschaftsmehrkampf: 7. Platz
Frauen, Boden: 52. Platz in der Qualifikation
Frauen, Pferdsprung: 38. Platz in der Qualifikation
Frauen, Schwebebalken: 41. Platz in der Qualifikation
Frauen, Stufenbarren: 32. Platz in der Qualifikation

- Mercedes Pacheco
Frauen, Einzelmehrkampf: 27. Platz
Frauen, Mannschaftsmehrkampf: 7. Platz
Frauen, Boden: 45. Platz in der Qualifikation
Frauen, Pferdsprung: 69. Platz in der Qualifikation
Frauen, Schwebebalken: 37. Platz in der Qualifikation
Frauen, Stufenbarren: 16. Platz in der Qualifikation

- Diana Plaza
Frauen, Einzelmehrkampf: 40. Platz in der Qualifikation
Frauen, Mannschaftsmehrkampf: 7. Platz
Frauen, Boden: 61. Platz in der Qualifikation
Frauen, Pferdsprung: 66. Platz in der Qualifikation
Frauen, Schwebebalken: 54. Platz in der Qualifikation
Frauen, Stufenbarren: 43. Platz in der Qualifikation

- Elisabeth Valle
Frauen, Einzelmehrkampf: 42. Platz in der Qualifikation
Frauen, Mannschaftsmehrkampf: 7. Platz
Frauen, Boden: 57. Platz in der Qualifikation
Frauen, Pferdsprung: 22. Platz in der Qualifikation
Frauen, Schwebebalken: 72. Platz in der Qualifikation
Frauen, Stufenbarren: 45. Platz in der Qualifikation

- Verónica Castro
Frauen, Einzelmehrkampf: 78. Platz in der Qualifikation
Frauen, Mannschaftsmehrkampf: 7. Platz
Frauen, Boden: 60. Platz in der Qualifikation
Frauen, Pferdsprung: 77. Platz in der Qualifikation
Frauen, Schwebebalken: 55. Platz in der Qualifikation
Frauen, Stufenbarren: 90. Platz in der Qualifikation

- Gemma Paz
Frauen, Einzelmehrkampf: 105. Platz in der Qualifikation
Frauen, Mannschaftsmehrkampf: 7. Platz
Frauen, Stufenbarren: 91. Platz in der Qualifikation

### Volleyball (Beach)
- Javier Bosma
Herrenteam: 5. Platz

- Sixto Jiménez
Herrenteam: 5. Platz

- Javier Yuste
Herrenteam: 17. Platz

- Miguel Ángel Martín
Herrenteam: 17. Platz

### Wasserball
- Herrenteam
Gold

- Kader
José María Abarca
Ángel Luis Andreo
Daniel Ballart
Pedro Francisco García
Salvador Gómez
Manuel Estiarte
Iván Moro
Miguel Ángel Oca
Jorge Payá
Sergi Pedrerol
Jesús Miguel Rollán
Carles Sans
Jordi Sans

### Wasserspringen
- José Miguel Gil
Kunstspringen: 31. Platz

- Rafael Álvarez
Kunstspringen: 36. Platz

- Daniel Pavón
Turmspringen: 23. Platz

- Julia Cruz
Frauen, Kunstspringen: 26. Platz

- María Dolores Sáez de Ibarra
Frauen, Turmspringen: 27. Platz